# Матсва, Андре
Андрэ Гренар Матсва (Андре Матсуа, фр. André Grenard Matswa или Matsoua; 17 января 1899 — 13 января 1942) — конголезский религиозный и политический деятель из народа лари (лали), основатель и руководитель антиколониального движения во Французской Экваториальной Африке.

## Биография
Родился в деревне близ Кинкалы (Французское Конго)
В 1921 году уехал в Париж; в 1925 году завербовался во французскую армию, попал в ряды сенегальских тиральеров и был отправлен на Рифскую войну. По возвращении в Париж, работал бухгалтером, учился в вечерней школе для выходцев из французских «заморских территорий» и получил французское гражданство.
Там же в 1926 году основал среди иммигрантов общество самосовершенствования «Ассоциация выходцев из Французской Экваториальной Африки» (Amicale des Originaires de l’A.E.F.)
, посещал мероприятия Французской коммунистической партии и помогал в создании профсоюзов с участием темнокожего населения. Требовал отмены туземного кодекса, предоставления всем соотечественникам французского гражданства, обличал злоупотребления концессионных компаний в Среднем Конго; при этом как сторонник идеи «легального решения» колониального вопроса рассчитывал на переговоры и соглашение с метрополией о постепенном расширении гражданских и политических прав африканцев.
Неоднократно арестовывался колониальными властями, высылался назад во Французское Конго и скончался в тюрьме. В 1930 году По ложному обвинению в мошенничестве арестован в Париже в конце 1929 года и отправлен в Браззавиль, где 2 апреля 1930 году вместе с соратниками приговорён к 3 годам тюремного заключения и к 10 годам ссылки (через неделю её место было уточнено как Чад). Из ссылки в чадском Форт-Лами бежал дважды (в 1933 и 1935 годах), в итоге добравшись до Франции.
С началом Второй мировой войны в 1939 году был под именем Андре Мбемба Кивукиси мобилизован во французскую армию, воевал против нацистской Германии в 1940 году в Лотарингии, был ранен и отправлен в один из парижских госпиталей. Там 3 апреля того же года был арестован «за контакты с врагом» и «нападение на сотрудников госбезопасности». Вновь был переправлен в Браззавиль на каторжные работы. Обвинялся в антифранцузской деятельности и пропаганде коммунизма. Приговорён к смертной казни, которая, однако, была отложена. 20 февраля прибыл в тюрьму Майяма, где провёл 11 месяцев в заключении, подвергался пыткам с избиениями и умер 13 января 1942 года.

## Наследие
После смерти образ Андрэ Матсва приобрёл мессианские черты как пророк, посланный свыше для освобождения конголезского народа, и стал одним из символов борьбы против колониализма, что положило начало термину «матсванизм» («матсуанизм»). В глазах своих прижизненных последователей он стал мучеником, сравнимым с Кимбангу, и тоже был окружён «квазирелигиозной аурой». После обретения страной независимости многие политики разных идеологических направлений, включая президентов (Фюльбер Юлу, Альфонс Массамба-Деба, Дени Сассу-Нгессо) и премьер-министров (Бернар Бакана Колелас), использовали его образ в своей агитации и пропаганде. В Кинкале ему установлен памятник.